# Нови Миљановци (Усора)
Нови Миљановци је насељено мјесто у општини Усора, Босна и Херцеговина.

## Историја
До рата је ово насеље било у саставу општине Тешањ.

## Становништво
|             | 2013.       | 1991.           |
| Укупно      | 36 (100,0%) | 1 654 (100,0%)  |
| Хрвати      | 31 (86,11%) | 94 (5,683%)     |
| Бошњаци     | 5 (13,89%)  | 1 554 (93,95%)1 |
| Југословени | –           | 5 (0,302%)      |
| Остали      | –           | 1 (0,060%)      |

1. 1 На пописима од 1971. до 1991. Бошњаци су пописивани углавном као Муслимани.